# Mikroregion Cruz Alta

Mikroregion Cruz Alta

Mikroregion Cruz Alta – mikroregion w brazylijskim stanie Rio Grande do Sul należący do mezoregionu Noroeste Rio-Grandense. Ma powierzchnię 8.410,3 km²

## Gminy
- Alto Alegre
- Boa Vista do Cadeado
- Boa Vista do Incra
- Campos Borges
- Cruz Alta
- Espumoso
- Fortaleza dos Valos
- Ibirubá
- Jacuizinho
- Jóia
- Quinze de Novembro
- Saldanha Marinho
- Salto do Jacuí
- Santa Bárbara do Sul